# Major League Soccer 2014
La Major League Soccer 2014 è stata la diciannovesima edizione del campionato di calcio nordamericano, iniziata l'8 marzo 2014 e conclusa il 7 dicembre 2014.

## Formula
Le squadre sono divise in due conference, la “Western Conference” e la “Eastern Conference”, in base alla loro posizione geografica.
Lo svolgimento del torneo avviene in due fasi. La prima fase è la stagione regolare. Il campionato non si svolge con la formula dell'andata e ritorno ma ogni club incontra gli altri un numero variabile di volte: nel 2014 ogni squadra incontra una volta le squadre dell'altra conference, due volte quelle della propria conference, una in casa e una fuori, più una terza volta alcune squadre della propria conference fino ad arrivare a un totale di 34 partite, 17 in casa e 17 fuori. Vengono assegnati tre punti per ogni vittoria e un punto per ogni pareggio.
Invariati rispetto alla stagione precedente i criteri per accedere ai play-off per il titolo: le prime tre squadre di ogni conference si qualificano direttamente, mentre la quarta e la quinta disputano uno spareggio in partita secca. Vengono disputati incontri di andata e ritorno nei quarti di finale e nelle semifinali, mentre la finale è in gara unica e si disputa sul campo della formazione meglio piazzatasi nel corso della stagione regolare.
Similmente alle altre grandi leghe americane di sport professionistici, non è prevista alcuna retrocessione né promozione.
Si qualificano alla CONCACAF Champions League la vincitrice della MLS Cup, la vincitrice del Supporters' Shield (cioè la squadra con più punti al termine della stagione regolare) e l'altra vincitrice di conference. A queste si aggiunge la vincitrice della coppa nazionale, la Lamar Hunt U.S. Open Cup. Se una squadra occupa più di una di queste posizioni si scorre la classifica della stagione regolare fino alla prima non qualificata. Stesso procedimento se una posizione utile è occupata da una squadra canadese, visto che queste ultime solitamente si qualificano alla Champions League tramite il Canadian Championship. Eccezionalmente per questa stagione, la squadra canadese a qualificarsi alla competizione continentale sarà la meglio piazzata al termine della stagione regolare in MLS: infatti lo slittamento in calendario del Canadian Championship 2015, dovuto allo svolgimento dei mondiali femminili di calcio in Canada, non porta all'individuazione in tempo utile della rappresentante canadese.

## Squadre partecipanti
| Club                | Stagione | Città          | Stadio                                     | Stagione 2013                                       |
| ------------------- | -------- | -------------- | ------------------------------------------ | --------------------------------------------------- |
| Chicago Fire        | dettagli | Chicago        | Toyota Park (Bridgeview)                   | 6º nella Eastern Conference                         |
| Chivas USA          | dettagli | Los Angeles    | StubHub Center (Carson)                    | 9º nella Western Conference                         |
| Colorado Rapids     | dettagli | Denver         | Dick's Sporting Goods Park (Commerce City) | 5º nella Western Conference                         |
| Columbus Crew       | dettagli | Columbus       | Columbus Crew Stadium                      | 8º nella Eastern Conference                         |
| FC Dallas           | dettagli | Dallas         | Toyota Stadium (Frisco)                    | 8º nella Western Conference                         |
| D.C. United         | dettagli | Washington     | RFK Stadium                                | 10º nella Eastern Conference                        |
| Houston Dynamo      | dettagli | Houston        | BBVA Compass Stadium                       | 4ª nella Eastern Conference                         |
| LA Galaxy           | dettagli | Los Angeles    | StubHub Center (Carson)                    | 3º nella Western Conference                         |
| Montréal Impact     | dettagli | Montréal       | Stade Saputo                               | 5º nella Eastern Conference                         |
| N.E. Revolution     | dettagli | Foxborough     | Gillette Stadium                           | 3º nella Eastern Conference                         |
| N.Y. Red Bulls      | dettagli | New York       | Red Bull Arena (Harrison, NJ)              | Vincitore del MLS Supporters' Shield                |
| Philadelphia Union  | dettagli | Filadelfia     | PPL Park (Chester)                         | 7º nella Eastern Conference                         |
| Portland Timbers    | dettagli | Portland       | Providence Park                            | 1º nella Western Conference                         |
| Real Salt Lake      | dettagli | Salt Lake City | Rio Tinto Stadium (Sandy)                  | 2º nella Western Conference                         |
| S.J. Earthquakes    | dettagli | San Jose       | Buck Shaw Stadium (Santa Clara)            | 6º nella Western Conference                         |
| Seattle Sounders    | dettagli | Seattle        | CenturyLink Field                          | 4º nella Western Conference                         |
| Sporting K.C.       | dettagli | Kansas City    | Sporting Park                              | 2º nella Eastern Conference Vincitore della MLS Cup |
| Toronto FC          | dettagli | Toronto        | BMO Field                                  | 9º nella Eastern Conference                         |
| Vancouver Whitecaps | dettagli | Vancouver      | BC Place                                   | 7º nella Western Conference                         |

### Allenatori
| Club                | Allenatore                                                    |
| ------------------- | ------------------------------------------------------------- |
| Chicago Fire        | Frank Yallop                                                  |
| Chivas USA          | Wilmer Cabrera                                                |
| Colorado Rapids     | Pablo Mastroeni                                               |
| Columbus Crew       | Gregg Berhalter                                               |
| D.C. United         | Ben Olsen                                                     |
| FC Dallas           | Óscar Pareja                                                  |
| Houston Dynamo      | Dominic Kinnear                                               |
| LA Galaxy           | Bruce Arena                                                   |
| Montréal Impact     | Frank Klopas                                                  |
| N.E. Revolution     | Jay Heaps                                                     |
| N.Y. Red Bulls      | Mike Petke                                                    |
| Philadelphia Union  | John Hackworth (fino al 10 giugno) Jim Curtin (dal 10 giugno) |
| Portland Timbers    | Caleb Porter                                                  |
| Real Salt Lake      | Jeff Cassar                                                   |
| S.J. Earthquakes    | Mark Watson (fino al 15 ottobre) Ian Russell (dal 15 ottobre) |
| Seattle Sounders    | Sigi Schmid                                                   |
| Sporting K.C.       | Peter Vermes                                                  |
| Toronto FC          | Ryan Nelsen (fino al 31 agosto) Greg Vanney (dal 31 agosto)   |
| Vancouver Whitecaps | Carl Robinson                                                 |

## Classifiche Regular Season

### Eastern Conference
|  | Pos. | Squadra            | Pt | G  | V  | N  | P  | GF | GS | DR  |
|  | ---- | ------------------ | -- | -- | -- | -- | -- | -- | -- | --- |
|  | 1.   | D.C. United        | 59 | 34 | 17 | 8  | 9  | 52 | 37 | +15 |
|  | 2.   | N.E. Revolution    | 55 | 34 | 17 | 4  | 13 | 51 | 46 | +5  |
|  | 3.   | Columbus Crew      | 52 | 34 | 14 | 10 | 10 | 52 | 42 | +10 |
|  | 4.   | N.Y. Red Bulls     | 50 | 34 | 13 | 11 | 10 | 55 | 50 | +5  |
|  | 5.   | Sporting K.C.      | 49 | 34 | 14 | 7  | 13 | 48 | 41 | +7  |
|  | 6.   | Philadelphia Union | 42 | 34 | 10 | 12 | 12 | 51 | 51 | 0   |
|  | 7.   | Toronto FC         | 41 | 34 | 11 | 8  | 15 | 44 | 54 | -10 |
|  | 8.   | Houston Dynamo     | 39 | 34 | 11 | 6  | 17 | 39 | 58 | -19 |
|  | 9.   | Chicago Fire       | 36 | 34 | 6  | 18 | 10 | 41 | 51 | -10 |
|  | 10.  | Montréal Impact    | 28 | 34 | 6  | 10 | 18 | 38 | 58 | -20 |

Legenda:

      Ammesse alle semifinali di Conference dei Play-off
      Ammesse al primo turno dei Play-off

### Western Conference
|  | Pos. | Squadra             | Pt | G  | V  | N  | P  | GF | GS | DR  |
|  | ---- | ------------------- | -- | -- | -- | -- | -- | -- | -- | --- |
|  | 1.   | Seattle Sounders    | 64 | 34 | 20 | 4  | 10 | 65 | 50 | +15 |
|  | 2.   | LA Galaxy           | 61 | 34 | 17 | 10 | 7  | 69 | 37 | +32 |
|  | 3.   | Real Salt Lake      | 56 | 34 | 15 | 11 | 8  | 54 | 39 | +15 |
|  | 4.   | FC Dallas           | 54 | 34 | 16 | 6  | 12 | 55 | 45 | +10 |
|  | 5.   | Vancouver Whitecaps | 50 | 34 | 12 | 14 | 8  | 42 | 40 | +2  |
|  | 6.   | Portland Timbers    | 49 | 34 | 12 | 13 | 9  | 61 | 52 | +9  |
|  | 7.   | Chivas USA          | 33 | 34 | 9  | 6  | 19 | 29 | 61 | -32 |
|  | 8.   | Colorado Rapids     | 32 | 34 | 8  | 8  | 18 | 43 | 62 | -19 |
|  | 9.   | S.J. Earthquakes    | 30 | 34 | 6  | 12 | 16 | 35 | 50 | -15 |

Legenda:

      Ammesse alle semifinali di Conference dei Play-off
      Ammesse al primo turno dei Play-off

### Classifica generale
|  | Pos. | Squadra             | Pt | G  | V  | N  | P  | GF | GS | DR  |
|  | ---- | ------------------- | -- | -- | -- | -- | -- | -- | -- | --- |
|  | 1.   | Seattle Sounders    | 64 | 34 | 20 | 4  | 10 | 65 | 50 | +15 |
|  | 2.   | LA Galaxy           | 61 | 34 | 17 | 10 | 7  | 69 | 37 | +32 |
|  | 3.   | D.C. United         | 59 | 34 | 17 | 8  | 9  | 52 | 37 | +15 |
|  | 4.   | Real Salt Lake      | 56 | 34 | 15 | 11 | 8  | 54 | 39 | +15 |
|  | 5.   | N.E. Revolution     | 55 | 34 | 17 | 4  | 13 | 51 | 46 | +5  |
|  | 6.   | FC Dallas           | 54 | 34 | 16 | 6  | 12 | 55 | 45 | +10 |
|  | 7.   | Columbus Crew       | 52 | 34 | 14 | 10 | 10 | 52 | 42 | +10 |
|  | 8.   | N.Y. Red Bulls      | 50 | 34 | 13 | 11 | 10 | 55 | 50 | +5  |
|  | 9.   | Vancouver Whitecaps | 50 | 34 | 12 | 14 | 8  | 42 | 40 | +2  |
|  | 10.  | Sporting K.C.       | 49 | 34 | 14 | 7  | 13 | 48 | 41 | +7  |
|  | 11.  | Portland Timbers    | 49 | 34 | 12 | 13 | 9  | 61 | 52 | +9  |
|  | 12.  | Philadelphia Union  | 42 | 34 | 10 | 12 | 12 | 51 | 51 | 0   |
|  | 13.  | Toronto FC          | 41 | 34 | 11 | 8  | 15 | 44 | 54 | -10 |
|  | 14.  | Houston Dynamo      | 39 | 34 | 11 | 6  | 17 | 39 | 58 | -19 |
|  | 15.  | Chicago Fire        | 36 | 34 | 6  | 18 | 10 | 41 | 51 | -10 |
|  | 16.  | Chivas USA          | 33 | 34 | 9  | 6  | 19 | 29 | 61 | -32 |
|  | 17.  | Colorado Rapids     | 32 | 34 | 8  | 8  | 18 | 43 | 62 | -19 |
|  | 18.  | S.J. Earthquakes    | 30 | 34 | 6  | 12 | 16 | 35 | 50 | -15 |
|  | 19.  | Montréal Impact     | 28 | 34 | 6  | 10 | 18 | 38 | 58 | -20 |

Legenda:

      Montréal Impact qualificato alla CONCACAF Champions League 2014-2015 perché vincitore del Canadian Championship 2014
      Qualificate alla CONCACAF Champions League 2015-2016:
- L.A. Galaxy vincitore della MLS
- Seattle Sounders vincitori del Supporters' Shield e della U.S. Open Cup 2014
- D.C. United primo classificato in Eastern Conference
- Real Salt Lake meglio piazzata fra le non già qualificate
- Vancouver Whitecaps squadra canadese meglio piazzata in stagione regolare

In caso di arrivo a pari punti:
1. Maggior numero di vittorie;
2. Differenza reti;
3. Gol fatti;
4. Minor numero di punti disciplinari nella League Fair Play table Archiviato il 27 gennaio 2015 in Internet Archive.;
5. Differenza reti in trasferta;
6. Gol fatti in trasferta;
7. Differenza reti in casa;
8. Gol fatti in casa;
9. Lancio della moneta (2 squadre) o estrazione a sorte (3 o più squadre).

## Risultati
Leggendo per riga si avranno i risultati casalinghi della squadra indicata in prima colonna, mentre leggendo per colonna si avranno i risultati in trasferta della squadra in prima riga.

### Eastern Conference
|                    | CHI | CLB | DCU | HOU | MTL | NER | NYR | PHI | SKC | TOR |  | CHI | CLB | DCU | HOU | MTL | NER | NYR | PHI | SKC | TOR |
| ------------------ | --- | --- | --- | --- | --- | --- | --- | --- | --- | --- |  | --- | --- | --- | --- | --- | --- | --- | --- | --- | --- |
| Chicago Fire       |     | 1-1 | 3-3 | 2-1 | 0-0 | 1-1 | 1-1 | 2-2 | 2-1 | 1-1 |  |     |     |     |     |     |     | 1-0 | 1-1 |     | 1-1 |
| Columbus Crew      | 2-0 |     | 1-1 | 3-0 | 2-1 | 1-0 | 1-1 | 2-1 | 1-2 | 0-2 |  |     |     |     |     | 2-0 |     |     | 2-1 |     | 2-3 |
| D.C. United        | 2-2 | 0-3 |     | 2-0 | 1-1 | 2-0 | 1-0 | 1-0 | 1-0 | 3-0 |  | 2-1 | 0-0 |     |     |     |     | 2-0 |     | 0-0 |     |
| Houston Dynamo     | 2-0 | 1-0 | 1-0 |     | 1-0 | 4-0 | 2-2 | 2-0 | 0-2 | 2-2 |  |     | 2-2 | 1-3 |     | 3-2 | 1-2 |     |     |     |     |
| Montréal Impact    | 1-1 | 2-0 | 2-4 | 3-0 |     | 2-0 | 2-2 | 1-0 | 0-3 | 0-2 |  | 1-0 |     | 1-1 |     |     | 2-2 |     |     | 1-2 |     |
| N.E. Revolution    | 0-1 | 1-2 | 2-1 | 2-0 | 2-1 |     | 0-2 | 1-3 | 2-0 | 1-0 |  | 2-1 | 2-1 |     |     |     |     |     |     | 3-1 |     |
| N.Y. Red Bulls     | 4-5 | 4-1 | 1-0 | 4-0 | 4-2 | 2-1 |     | 2-1 | 2-1 | 2-2 |  |     | 1-3 |     | 1-0 |     |     |     |     |     | 3-1 |
| Philadelphia Union | 1-1 | 2-3 | 0-1 | 0-0 | 1-1 | 1-0 | 3-1 |     | 2-1 | 1-0 |  |     |     |     | 0-0 | 2-1 | 3-5 | 2-2 |     |     |     |
| Sporting K.C.      | 1-1 | 2-0 | 0-3 | 1-3 | 4-0 | 2-3 | 1-1 | 1-2 |     | 2-2 |  | 2-0 |     |     |     |     |     | 0-2 | 1-1 |     | 4-1 |
| Toronto FC         | 2-2 | 3-2 | 1-0 | 4-2 | 1-1 | 1-2 | 2-0 | 0-2 | 1-2 |     |  |     |     | 1-2 | 0-1 |     | 0-3 |     |     |     |     |

### Western Conference
|                     | CHV | COL | DAL | LAG | POR | RSL | SJE | SEA | VAN |  | CHV | COL | DAL | LAG | POR | RSL | SJE | SEA | VAN |
| ------------------- | --- | --- | --- | --- | --- | --- | --- | --- | --- |  | --- | --- | --- | --- | --- | --- | --- | --- | --- |
| Chivas USA          |     | 2-1 | 0-1 | 0-3 | 0-2 | 1-0 | 1-0 | 1-2 | 1-1 |  |     |     |     | 0-3 |     | 1-0 |     | 2-4 | 0-0 |
| Colorado Rapids     | 1-3 |     | 0-1 | 1-0 | 2-0 | 0-1 | 0-0 | 1-4 | 2-0 |  | 3-0 |     |     | 3-4 | 2-2 |     | 1-1 |     |     |
| FC Dallas           | 3-1 | 3-2 |     | 2-1 | 2-1 | 2-1 | 1-2 | 2-3 | 2-1 |  | 1-1 | 3-1 |     |     | 0-2 |     |     | 3-1 |     |
| LA Galaxy           | 1-1 | 6-0 | 2-1 |     | 2-2 | 0-1 | 2-2 | 2-2 | 1-0 |  |     |     | 2-1 |     | 3-1 | 1-0 |     |     | 2-0 |
| Portland Timbers    | 1-1 | 2-1 | 2-2 | 1-1 |     | 0-0 | 3-3 | 4-4 | 3-4 |  | 2-0 |     |     |     |     |     | 3-0 | 2-4 | 3-0 |
| Real Salt Lake      | 2-0 | 2-1 | 0-0 | 1-1 | 1-0 |     | 2-0 | 2-1 | 2-2 |  |     | 5-1 | 2-1 |     | 1-3 |     |     |     | 1-1 |
| S.J. Earthquakes    | 1-0 | 0-0 | 2-1 | 0-1 | 1-2 | 3-3 |     | 1-0 | 0-0 |  | 0-1 |     | 0-5 | 1-1 |     | 1-1 |     |     |     |
| Seattle Sounders    | 4-2 | 4-1 | 2-1 | 0-3 | 2-0 | 4-0 | 1-0 |     | 0-1 |  |     | 1-0 |     | 2-0 |     | 3-2 | 1-1 |     |     |
| Vancouver Whitecaps | 1-3 | 1-2 | 2-2 | 2-2 | 0-3 | 2-1 | 3-2 | 2-2 |     |  |     | 1-0 | 2-0 |     |     |     | 2-0 | 1-0 |     |

### Inter-conference
|                     | CHI | CHV | COL | CLB | DAL | DCU | HOU | LAG | MTL | NER | NYR | PHI | POR | RSL | SJE | SEA | SKC | TOR | VAN |
| ------------------- | --- | --- | --- | --- | --- | --- | --- | --- | --- | --- | --- | --- | --- | --- | --- | --- | --- | --- | --- |
| Chicago Fire        |     |     |     |     | 1-0 |     |     | 1-1 |     |     |     |     |     | 2-3 |     | 2-3 |     |     | 0-0 |
| Chivas USA          | 3-2 |     |     |     |     |     | 1-4 |     | 1-0 |     |     | 0-3 |     |     |     |     | 0-4 |     |     |
| Colorado Rapids     | 0-0 |     |     | 1-1 |     |     | 3-0 |     | 4-1 |     |     |     |     |     |     |     | 2-3 |     |     |
| Columbus Crew       |     | 3-0 |     |     | 0-0 |     |     | 4-1 |     |     |     |     |     | 1-1 |     |     |     |     | 0-1 |
| FC Dallas           |     |     |     |     |     |     |     |     | 3-2 | 2-0 | 0-1 | 2-1 |     |     |     |     |     | 2-1 |     |
| D.C. United         |     | 3-1 | 4-2 |     | 4-1 |     |     |     |     |     |     |     |     |     |     | 0-1 |     |     |     |
| Houston Dynamo      |     |     |     |     | 1-4 |     |     | 1-0 |     |     |     |     | 1-1 | 2-5 |     |     |     |     |     |
| LA Galaxy           |     |     |     |     |     | 4-1 |     |     |     | 5-1 | 4-0 | 4-1 |     |     |     |     |     | 3-0 |     |
| Montréal Impact     |     |     |     |     |     |     |     | 2-2 |     |     |     |     | 2-3 |     | 2-0 | 0-2 |     |     |     |
| N.E. Revolution     |     | 1-0 | 3-0 |     |     |     |     |     |     |     |     |     | 1-1 |     |     | 5-0 |     |     | 0-0 |
| N.Y. Red Bulls      |     | 1-1 | 1-1 |     |     |     |     |     |     |     |     |     | 1-2 |     | 1-1 | 4-1 |     |     |     |
| Philadelphia Union  |     |     | 3-3 |     |     |     |     |     |     |     |     |     |     | 2-2 | 4-2 |     |     |     | 3-3 |
| Portland Timbers    | 1-1 |     |     | 3-3 |     | 3-2 |     |     |     |     |     | 1-1 |     |     |     |     | 0-1 |     |     |
| Real Salt Lake      |     |     |     |     |     | 3-0 |     |     | 3-1 | 2-1 | 1-1 |     |     |     |     |     |     | 3-0 |     |
| S.J. Earthquakes    | 5-1 |     |     | 1-1 |     | 1-2 | 3-0 |     |     | 1-2 |     |     |     |     |     |     |     |     |     |
| Seattle Sounders    |     |     |     | 1-2 |     |     | 2-0 |     |     |     |     | 2-1 |     |     |     |     | 1-0 | 1-2 |     |
| Sporting K.C.       |     |     |     |     | 1-1 |     |     | 2-1 |     |     |     |     |     | 0-0 | 1-0 |     |     |     |     |
| Toronto FC          |     | 3-0 | 0-1 |     |     |     |     |     |     |     |     |     | 3-2 |     | 1-0 |     |     |     | 1-1 |
| Vancouver Whitecaps |     |     |     |     |     | 0-0 | 2-1 |     | 0-0 |     | 4-1 |     |     |     |     |     | 2-0 |     |     |

Fonte: MLSsoccer.com Archiviato il 5 febbraio 2015 in Internet Archive.

## Play-off

### Tabellone
|  | Primo turno | Primo turno         | Primo turno |  |  | Semifinali di Conference | Semifinali di Conference | Semifinali di Conference | Semifinali di Conference |  |    | Finali di Conference | Finali di Conference | Finali di Conference | Finali di Conference |  |    | Finale MLS      | Finale MLS      | Finale MLS |
|  |             |                     |             |  |  |                          |                          |                          |                          |  |    |                      |                      |                      |                      |  |    |                 |                 |            |
|  |             |                     |             |  |  | W1                       | Seattle Sounders (gfc)   | 1                        | 0                        |  |    |                      |                      |                      |                      |  |    |                 |                 |            |
|  |             |                     |             |  |  | W1                       | Seattle Sounders (gfc)   | 1                        | 0                        |  |    |                      |                      |                      |                      |  |    |                 |                 |            |
|  |             |                     |             |  |  | W4                       | FC Dallas                | 1                        | 0                        |  |    |                      |                      |                      |                      |  |    |                 |                 |            |
|  | W4          | FC Dallas           | 2           |  |  | W4                       | FC Dallas                | 1                        | 0                        |  |    |                      |                      |                      |                      |  |    |                 |                 |            |
|  | W4          | FC Dallas           | 2           |  |  |                          |                          |                          |                          |  |    |                      |                      |                      |                      |  |    |                 |                 |            |
|  | W5          | Vancouver Whitecaps | 1           |  |  |                          |                          |                          |                          |  |    |                      |                      |                      |                      |  |    |                 |                 |            |
|  | W5          | Vancouver Whitecaps | 1           |  |  |                          |                          |                          |                          |  | W1 | Seattle Sounders     | 0                    | 2                    |                      |  |    |                 |                 |            |
|  |             |                     |             |  |  |                          |                          |                          |                          |  | W1 | Seattle Sounders     | 0                    | 2                    |                      |  |    |                 |                 |            |
|  |             |                     |             |  |  |                          |                          |                          |                          |  |    | W2                   | LA Galaxy (gfc)      | 1                    | 1                    |  |    |                 |                 |            |
|  |             |                     |             |  |  |                          |                          |                          |                          |  |    | W2                   | LA Galaxy (gfc)      | 1                    | 1                    |  |    |                 |                 |            |
|  |             |                     |             |  |  |                          |                          |                          |                          |  |    |                      |                      |                      |                      |  |    |                 |                 |            |
|  |             |                     |             |  |  |                          |                          |                          |                          |  |    |                      |                      |                      |                      |  |    |                 |                 |            |
|  |             |                     |             |  |  | W2                       | LA Galaxy                | 0                        | 5                        |  |    |                      |                      |                      |                      |  |    |                 |                 |            |
|  |             |                     |             |  |  | W2                       | LA Galaxy                | 0                        | 5                        |  |    |                      |                      |                      |                      |  |    |                 |                 |            |
|  |             |                     |             |  |  | W3                       | Real Salt Lake           | 0                        | 0                        |  |    |                      |                      |                      |                      |  |    |                 |                 |            |
|  |             |                     |             |  |  | W3                       | Real Salt Lake           | 0                        | 0                        |  |    |                      |                      |                      |                      |  |    |                 |                 |            |
|  |             |                     |             |  |  |                          |                          |                          |                          |  |    |                      |                      |                      |                      |  |    |                 |                 |            |
|  |             |                     |             |  |  |                          |                          |                          |                          |  |    |                      |                      |                      |                      |  |    |                 |                 |            |
|  |             |                     |             |  |  |                          |                          |                          |                          |  |    |                      |                      |                      |                      |  | W2 | LA Galaxy (dts) | 2               |            |
|  |             |                     |             |  |  |                          |                          |                          |                          |  |    |                      |                      |                      |                      |  | W2 | LA Galaxy (dts) | 2               |            |
|  |             |                     |             |  |  |                          |                          |                          |                          |  |    |                      |                      |                      |                      |  |    | E2              | N.E. Revolution | 1          |
|  |             |                     |             |  |  |                          |                          |                          |                          |  |    |                      |                      |                      |                      |  |    | E2              | N.E. Revolution | 1          |
|  |             |                     |             |  |  |                          |                          |                          |                          |  |    |                      |                      |                      |                      |  |    |                 |                 |            |
|  |             |                     |             |  |  |                          |                          |                          |                          |  |    |                      |                      |                      |                      |  |    |                 |                 |            |
|  |             |                     |             |  |  | E2                       | N.E. Revolution          | 4                        | 3                        |  |    |                      |                      |                      |                      |  |    |                 |                 |            |
|  |             |                     |             |  |  | E2                       | N.E. Revolution          | 4                        | 3                        |  |    |                      |                      |                      |                      |  |    |                 |                 |            |
|  |             |                     |             |  |  | E3                       | Columbus Crew            | 2                        | 1                        |  |    |                      |                      |                      |                      |  |    |                 |                 |            |
|  |             |                     |             |  |  | E3                       | Columbus Crew            | 2                        | 1                        |  |    |                      |                      |                      |                      |  |    |                 |                 |            |
|  |             |                     |             |  |  |                          |                          |                          |                          |  |    |                      |                      |                      |                      |  |    |                 |                 |            |
|  |             |                     |             |  |  |                          |                          |                          |                          |  |    |                      |                      |                      |                      |  |    |                 |                 |            |
|  |             |                     |             |  |  |                          |                          |                          |                          |  | E2 | N.E. Revolution      | 2                    | 2                    |                      |  |    |                 |                 |            |
|  |             |                     |             |  |  |                          |                          |                          |                          |  | E2 | N.E. Revolution      | 2                    | 2                    |                      |  |    |                 |                 |            |
|  |             |                     |             |  |  |                          |                          |                          |                          |  |    | E4                   | N.Y. Red Bulls       | 1                    | 2                    |  |    |                 |                 |            |
|  |             |                     |             |  |  |                          |                          |                          |                          |  |    | E4                   | N.Y. Red Bulls       | 1                    | 2                    |  |    |                 |                 |            |
|  |             |                     |             |  |  |                          |                          |                          |                          |  |    |                      |                      |                      |                      |  |    |                 |                 |            |
|  |             |                     |             |  |  |                          |                          |                          |                          |  |    |                      |                      |                      |                      |  |    |                 |                 |            |
|  |             |                     |             |  |  | E1                       | D.C. United              | 0                        | 2                        |  |    |                      |                      |                      |                      |  |    |                 |                 |            |
|  |             |                     |             |  |  | E1                       | D.C. United              | 0                        | 2                        |  |    |                      |                      |                      |                      |  |    |                 |                 |            |
|  |             |                     |             |  |  | E4                       | N.Y. Red Bulls           | 2                        | 1                        |  |    |                      |                      |                      |                      |  |    |                 |                 |            |
|  | E4          | N.Y. Red Bulls      | 2           |  |  | E4                       | N.Y. Red Bulls           | 2                        | 1                        |  |    |                      |                      |                      |                      |  |    |                 |                 |            |
|  | E4          | N.Y. Red Bulls      | 2           |  |  |                          |                          |                          |                          |  |    |                      |                      |                      |                      |  |    |                 |                 |            |
|  | E5          | Sporting K.C.       | 1           |  |  |                          |                          |                          |                          |  |    |                      |                      |                      |                      |  |    |                 |                 |            |
|  | E5          | Sporting K.C.       | 1           |  |  |                          |                          |                          |                          |  |    |                      |                      |                      |                      |  |    |                 |                 |            |

Fonte: MLSsoccer.com Archiviato il 27 ottobre 2014 in Internet Archive.

### Primo turno
| Arbitro: | Mark Geiger |

|                                |           |             |
| Akindele 40’ Michel 84’ (rig.) | Marcatori | 64’ Hurtado |

| Arbitro: | Armando Villarreal |

|                          |           |           |
| Wright-Phillips 77’, 90’ | Marcatori | 53’ Dwyer |

### Semifinali di Conference
Andata
| Arbitro: | Drew Fischer |

|                                |           |                                        |
| Meram 64’ Higuaín 90+4’ (rig.) | Marcatori | 34’, 78’ Davies 51’ Tierney 70’ Nguyen |

| Sandy 1º novembre 2014, ore 18:00 UTC-7 | Real Salt Lake  | 0 – 0 referto | LA Galaxy | Rio Tinto Stadium (20.713 spett.)\| Arbitro: \| Silviu Petrescu \| |
| Arbitro:                                | Silviu Petrescu |               |           |                                                                    |

| Arbitro: | Hilario Grajeda |

|                                   |           |  |
| Wright-Phillips 40’ Luyindula 73’ | Marcatori |  |

| Arbitro: | Allen Chapman |

|                   |           |            |
| Michel 34’ (rig.) | Marcatori | 54’ Alonso |

Ritorno
| Arbitro: | Ismail Elfath |

|                           |           |               |
| DeLeon 37’ Franklin 90+1’ | Marcatori | 57’ Luyindula |

| Arbitro: | Armando Villarreal |

|                                      |           |            |
| Nguyen 43’ Gonçalves 55’ Bunbury 77’ | Marcatori | 69’ Tchani |

| Arbitro: | Jair Marrufo |

|                                            |           |  |
| Donovan 10’, 54’, 72’ Keane 20’ Sarvas 63’ | Marcatori |  |

| Seattle 10 novembre 2014, ore 19:30 UTC-8 | Seattle Sounders | 0 – 0 referto | FC Dallas | CenturyLink Field (38.912 spett.)\| Arbitro: \| Baldomero Toledo \| |
| Arbitro:                                  | Baldomero Toledo |               |           |                                                                     |

### Finali di Conference
Andata
| Arbitro: | Allen Chapman |

|                     |           |                       |
| Wright-Phillips 27’ | Marcatori | 17’ Bunbury 85’ Jones |

| Arbitro: | Kevin Stott |

|            |           |  |
| Sarvas 52’ | Marcatori |  |

Ritorno
| Arbitro: | Baldomero Toledo |

|                 |           |                          |
| Davies 41’, 70’ | Marcatori | 26’ Cahill 52’ Luyindula |

| Arbitro: | Jair Marrufo |

|                       |           |             |
| Evans 26’ Dempsey 32’ | Marcatori | 54’ Juninho |

### Finale MLS
| Arbitro: | Mark Geiger |

|                       |           |             |
| Zardes 52’ Keane 111’ | Marcatori | 79’ Tierney |

## Statistiche

### Regular Season

#### Classifica marcatori
| Gol | Rigori |  | Giocatore               | Squadra          |
| --- | ------ |  | ----------------------- | ---------------- |
| 27  | 6      |  | Bradley Wright-Phillips | N.Y. Red Bulls   |
| 22  | 7      |  | Dominic Dwyer           | Sporting K.C.    |
| 19  | 1      |  | Robbie Keane            | LA Galaxy        |
| 18  | 4      |  | Lee Nguyen              | N.E. Revolution  |
| 17  | 1      |  | Obafemi Martins         | Seattle Sounders |
| 16  |        |  | Gyasi Zardes            | LA Galaxy        |
| 15  | 2      |  | Clint Dempsey           | Seattle Sounders |
| 15  | 5      |  | Érick Torres            | Chivas USA       |
| 14  | 1      |  | Chris Wondolowski       | S.J. Earthquakes |
| 13  | 1      |  | Joao Plata              | Real Salt Lake   |

Fonte:MLSsoccer.com

#### Record
Squadre
- Maggior numero di vittorie: Seattle Sounders (20)
- Minor numero di vittorie: Chicago Fire, Montréal Impact e S.J. Earthquakes (6)
- Maggior numero di pareggi: Chicago Fire  (18)
- Minor numero di pareggi: N.E. Revolution e Seattle Sounders (4)
- Maggior numero di sconfitte: Chivas USA (19)
- Minor numero di sconfitte: LA Galaxy (7)
- Miglior attacco: LA Galaxy (69 gol fatti)
- Peggior attacco: Chivas USA (29 gol fatti)
- Miglior difesa: D.C. United e LA Galaxy (37 gol subiti)
- Peggior difesa: Colorado Rapids (62 gol subiti)
- Miglior differenza reti: LA Galaxy (+32)
- Peggior differenza reti: Chivas USA (-32)
- Miglior serie positiva: Real Salt Lake (12 risultati utili consecutivi)
- Peggior serie negativa: N.E. Revolution (8 risultati negativi consecutivi)

Partite
- Più gol (9): N.Y. Red Bulls-Chicago Fire 4–5 (10 maggio)
- Maggiore scarto di gol (6): LA Galaxy-Colorado Rapids 6–0 (5 settembre)

### Play-off

#### Classifica marcatori
| Gol | Rigori |  | Giocatore               | Squadra         |
| --- | ------ |  | ----------------------- | --------------- |
| 4   |        |  | Bradley Wright-Phillips | N.Y. Red Bulls  |
| 4   |        |  | Charlie Davies          | N.E. Revolution |
| 3   |        |  | Péguy Luyindula         | N.Y. Red Bulls  |
| 3   |        |  | Landon Donovan          | LA Galaxy       |
| 2   |        |  | Lee Nguyen              | N.E. Revolution |
| 2   |        |  | Robbie Keane            | LA Galaxy       |
| 2   |        |  | Marcelo Sarvas          | LA Galaxy       |
| 2   |        |  | Chris Tierney           | N.E. Revolution |
| 2   |        |  | Teal Bunbury            | N.E. Revolution |
| 2   | 2      |  | Michel                  | FC Dallas       |

Fonte:MLSsoccer.com